# Fear & Hunger
Fear & Hunger (Medo e Fome) é um videogame RPG e um simulador imersivo de terror de sobrevivência feito em 2018, desenvolvido pelo finlandês Miro Haverinen. Ele ocorre em um cenário de fantasia sombria no início do período moderno.
Fear & Hunger segue um dos quatro personagens jogáveis disponiveis enquanto eles atravessam as masmorras de Fear & Hunger (Medo e Fome), enfrentando armadilhas mortais, quebra-cabeças e monstros à medida que avançam mais fundo.
O jogo recebeu reviews positivas. Críticos elogiaram a atmosfera, a jogabilidade, a narrativa e a dificuldade do jogo, enquanto criticaram a presença semifrequente de erros de digitação e a forma como o jogo lida com alguns de seus temas mais maduros, particularmente o da violência sexual.
Uma sequência, Fear & Hunger 2: Termina, foi lançada em 2022.

## Jogabilidade
No início do jogo o jogador escolhe uma das quatro classes jogáveis: O Cavaleiro, O Mercenário, O Sacerdote Sombrio ou O Forasteiro. O jogador então verá a história de fundo do personagem e será solicitado a responder algumas perguntas, e dependendo das respostas, receberá itens ou habilidades especiais.
O jogador então deverá escolher uma das quatro opções de dificuldade: Fear and Hunger (a mais fácil), Terror and Starvation (mediana), Modo Dificil (dificil) e Dungeon Nights, essa última deve ser desbloqueada.
O jogador deve percorrer as masmorras, esquivando-se ou lutando contra os diversos monstros e armadilhas que ocupam o lugar. Ao longo do jogo, o jogador pode encontrar vários NPCs, alguns dos quais podem ser recrutados para o grupo do jogador.
O jogo apresenta um "sistema de combate de desmembramento estratégico baseado em turnos", com os personágens jogaveis podendo sofrer perda permanente de membros que afeta a velocidade e a capacidade de usar armas.
O jogador também deve gerênciar seus medidores de fome e sanidade, que drenam com o tempo e causam consequências se chegarem a um nivel muito baixo.
Muitas ações ao longo do jogo, incluindo salvar, são determinadas através de uma mecânica de lançamento de moeda, com o jogador tendo que escolher entre 'cara' ou 'coroa', com o jogo escolhendo aleatoriamente o resultado. Falhar ou ter sucesso em um lançamento de moeda pode determinar desde o tipo de item que você conseguirá em um baú e até se o ataque de um inimigo o matará instantaneamente.
O jogo apresenta multiplos finais baseados nas escolhas feitas pelo jogador. Temos os finais E, D, C, B, A  e os finais S, únicos para o personagem jogável; os finais S estão disponiveis apenas no Modo Dificil.

## Desenvolvimento
Fear & Hunger foi feito no motor RPG Maker MV e foi desenvolvido ao longo de dois anos. Ele é bastante leve e pode ser jogado em uma vasta gama de máquinas.
O jogo foi desenvolvido e desenhado quase exclusivamente por Miro Haverinen.
Em uma entrevista, ele afirmou que a ideia do jogo nasceu de seus tempos de escola, quando propôs aos colegas de classe hipóteses moralmente estranhas que aconteceriam em uma masmorra mórbida.
A primeira demo de Fear & Hunger serviu como parte prática da tese acadêmica de Haverinen. A primeira vesão disponivel na plataforma steam foi lançada em 11 de dezembro de 2018
Haverinen afirmou que a inspiração para o jogo veio do desejo de criar uma sensação de escuridão implacável e experimentar de maneiras diferentes para evocar desesperança e horror.
Os jogos Silent Hill, Hellraiser, Amnesia: The Dark Descent, Nethack, Berserk, Dark Souls e Mortal Kombat, assim como o mangá Berserk, foram todos nomeados como inspirações por Haverinen.
Alguns aspectos do jogo, incluindo uma batalha contra um chefe monstro de tentáculos e seções de natação, foram cortados durante o desenvolvimento.

## Lançamento
Fear & Hunger foi lançado no Steam e Itch.io em 11 de dezembro de 2018, mas também foi disponibilizado nos sites Game Jolt e itch.io.

## Recepção
Fear & Hunger foi amplamente aclamado tanto pelos críticos quanto pelos jogadores. Ele ganhou mais popularidade após o youtuber SuperEyepatchWolf publicar um video sobre sua experiência com o jogo
Os críticos elogiaram a atmosfera sombria do jogo, a jogabilidade, a narrativa e a dificuldade implacável.
Ao escrever para DualShockers, Marcus Jones escreveu que “Fear and Hunger é a essência absoluta do esgotamento, com a morte sendo uma parte natural do jogo. E ainda, aqueles que perseveram e aplicam seu conhecimento de jogadas passadas à campanha atual são presenteados com uma experiência única de um jogo dungeon crawler que literalmente fará você rastejar de volta em busca de mais."
Dominic Tarason, escrevendo para Rock Paper Shotgun, elogiou a jogabilidade e a atmosfera do jogo, mas criticou os erros de digitação semifrequentes, a qualidade variável da arte e alguns dos aspectos mais sexuais do terror.
Lorenzo Sabatino da The Games Machine elogiou o jogo no geral, mas criticou os elementos da dificuldade do jogo baseados no acaso, clamando que são injustos e frustrantes.
O crítico brasileiro Cauê Batista descreveu Fear & Hunger como "cativante", porém "problemático", elogiando a atmosfera e a mecânica imersiva do jogo, mas criticando alguns dos aspectos mais "mórbidos" do jogo, particularmente a "banalização da violência sexual".

## Sequência
Uma sequência, Fear & Hunger 2: Termina, foi lançada em 9 de dezembro de 2022 para Steam e Itch.io.
O jogo se passa no mesmo universo na década de 1940, cerca de 400 anos após os eventos do final A do primeiro jogo, confirmado pela presença da Deusa do medo e da fome. Situado na cidade de Prehevil, o jogo segue 14 estranhos que são forçados a participar do Festival titular de Termina ao longo de três dias.
Marcus Jones, escrevendo para DualShockers, descreveu o jogo como "perfeição de JRPG de horror", com elogios especiais dados à ampla gama de personagens jogáveis, novas mecânicas de jogo e expansão da história e narrativa.